# Gustaf Munch-Petersen
Gustaf Munch-Petersen, född 18 februari 1912 i Köpenhamn, död 2 april 1938 (dödsdagen ej verifierad) i Spanien, var en dansk författare, poet och konstnär.

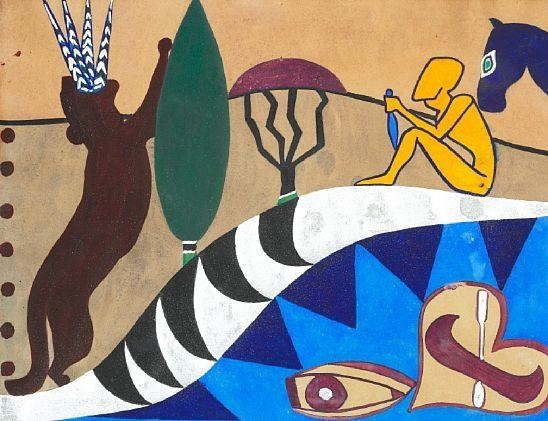
Afton vid floden av Gustaf Munch-Petersen, 1934-1935.

## Biografi
Gustaf Munch-Petersen växte upp i ett liberalt och akademiskt hem som son till professorn och civilingenjören Jon Julius Munch-Petersen och filologen Valfrid Palmgren Munch-Petersen. Han tog studentexamen från Henrik Madsens skole 1930 och studerade därefter psykologi och filosofi på Köpenhamns universitet samt konsthistoria på Lunds universitet. Han avbröt studierna 1932 för att resa till Grönland, där han arbetade med kryolitbrytning i Ivittuut. Han reste sedan runt i Europa som vagabond 1933-1934, bl.a. med ett längre uppehåll på Sicilien. Han återvände sedan till Danmark och slog sig ned i Gudhjem på Bornholm, och försörjde sig genom fiske och med stöd från föräldrarna. I november 1937 reste han illegalt till Spanien för att som frivillig strida på republikanernas sida mot general Francos fascister i inbördeskriget där han stupade 1938. Från 1936 var han gift med keramikern Lisbeth Hjorth och fick tillsammans med henne dottern Ursula Munch-Petersen (f. 1937).
Munch-Petersens författardebut kom 1932 med diktsamlingen Det nøgne menneske, i vilken jagets anarkistiska frihetskamp skildras. Året därpå kom den självbiografiska romanen Simon begynder, där huvudpersonens uppror och uppbrott skildras. 1933-1935 var Munch-Petersen knuten till surrealismen och deltog i konstnärkollegornas Vilhelm Bjerke-Petersens-, Ejler Billes och Richard Mortensens kulturrevolutionära aktiviteter. Vid denna tid skapade han ett dussin akvareller som han lät ställa ut på en internationell surrealistutställning i januari 1935. Hans andra diktsamling, Det underste land, gavs ut 1933 och skildrar drömmar och förvandlingar. Den följdes upp av diktsamlingen mod Jerusalem 1934. 1934-1935 författade han flera dikter på både svenska och engelska. Till hans litterära inspirationskällor fanns Harry Martinson, Artur Lundkvist, Elmer Diktonius och Edith Södergran och flera av hans konstnärliga inspirationskällor ingick i Halmstadgruppen. Han sista diktsamling, Nitten digte, gavs ut 1937 och skildrar det bornholmska landskapet. Samlingen Udvalgte Digte utgavs postumt 1938.
Gustaf Munch-Petersen var kusin till Arne Munch-Petersen.